# Doctor L
Doctor L, de son vrai nom Liam Farrell, est un musicien et compositeur irlando-britannique actif en France, né en 1968 à Dublin (Irlande).
Il est batteur dans plusieurs groupes de rock comme Taxi Girl, les Wampas, et les Rita Mitsouko, avant de se tourner vers le hip-hop.

## Biographie
Farrell est né d'un père britannique et d'une mère irlandaise. Lors d'un entretien en 2013, Farrell confie « mon père était peintre et, dans les années 1960 et 1970, c'était un rêve pour lui de venir à Montparnasse. »
Au début des années 1990, Doctor L rejoint Rockin' Squat, Solo et DJ Clyde au sein du groupe Assassin et réalise avec eux leurs deux premiers albums. En 1996, il quitte le groupe pour une carrière solo en se tournant vers la musique trip hop. Par la suite, Doctor L produit des artistes divers comme Tony Allen, Stomy Bugsy (son album Le Prince des Lascars). En 1997, il sort son premier album solo Exploring The Inside World et en 2000 sort Temples on Every Street. Depuis 1998, il collabore notamment avec Rodolphe Burger.
En 1999, il collabore avec Loïk Dury pour la bande originale du film Peut-être, pour coécrire le titre Maybe chanté par Screamin' Jay Hawkins et arranger la chanson Deep in Love du même chanteur.
Deux ans après The Great Depression et We Got Lost, soit en août 2014, l'explorateur sonore et activiste musical, Liam Farrell alias Doctor L sort Wisdom of life sur le label Comet Records. De son home studio de Saint-Ouen à Bamako en passant par Lagos, l'artiste bâtit cette nouvelle œuvre aux influences électro, afro punk, rock soul ou hip-hop. Sur ce troisième volet de la trilogie Doctor L invite les fidèles Mike Ladd, Asha, Allonymus, Le Cube (Cubain Kabeya) de Kinshasa. S'en suivra un concert au Centre Pompidou à Paris les 24 et 25 octobre 2014. En 2016, il va produire le nouvel album d'Assassin.

## Discographie
- 1997 : Navigator (EP)
- 1998 : Exploring the inside world (LP)
- 2000 : Psyco on da bus 2000 (LP)
- 2000 : Lost in da machine (EP)
- 2000 : Montains will never surrender (EP)
- 2000 : Temple on every Street (LP)
- 2000 : The give away box (EP)
- 2003 : Monkey dizzyness (EP)
- 2004 : Rare Moods (LP, Mind records)
- 2006 : Forgotten Tracks from the Hard Drive (LP)
- 2009-2010 : Il crée et interprète en live la musique du spectacle Timon d'Athènes, Shakespeare and slam, mis en scène par Razerka Ben Sadia-Lavant
- 2010 : Land Escape (LP)
- 2012 : The Great Depression (LP)
- 2012 : We Got Lost (LP)
- 2014 : Wisdom of Life(LP)